# Namga
Namga (cyr. Намга) – wieś w Serbii, w okręgu raskim, w gminie Tutin. W 2011 roku liczyła 139 mieszkańców.